# Tigoda
Tigoda (rusky Тигода) je řeka v Leningradské a v Novgorodské oblasti v Rusku. Je 143 km dlouhá. Povodí má rozlohu 2290 km².

## Průběh toku
Ústí zprava do řeky Volchov (povodí Něvy).

## Vodní stav
Zdroj vody je smíšený s převahou sněhového. Nejvyšších vodních stavů dosahuje od dubna do května, ale také na podzim dochází k povodním. Průměrný roční průtok vody ve vzdálenosti 86 km od ústí činí 4,3 m³/s. Zamrzá v listopadu až na začátku prosince a rozmrzá v březnu až v dubnu.

## Využití
Řeka je splavná pro vodáky. Leží na ní město Ljubaň.